# Decca Records
Decca Records (o The Decca Record Company Limited) è un'etichetta discografica britannica, fondata a Londra nel 1929, di proprietà del gruppo Universal.

## Storia
Il nome Decca è derivato da un grammofono portatile chiamato "Decca Dulcephone" brevettato nel 1914 dalla ditta costruttrice di strumenti musicali Barnett Samuel and Sons; il nome Decca fu coniato da Wilfred S. Samuel sostituendo l'iniziale della parola "Mecca" con l'iniziale del logo dell'azienda, "Dulcet", o con quello del grammofono "Dulcephone".
La ditta venne successivamente rinominata come The Decca Gramophone Co. Ltd. e venduta all'agente di cambio Edward Lewis nel 1929. Con la pubblicazione di numerose incisioni sia di musica classica che di musica leggera, in pochi anni la Decca Records Ltd. divenne la seconda etichetta discografica mondiale, autonominandosi "The Supreme Record Company".
Nel 1932 la Decca acquisì il ramo inglese della Brunswick, sull'orlo del fallimento, il che le consentì di annoverare fra i suoi artisti anche Al Jolson e Bing Crosby. Nel 1934 costituì negli Stati Uniti la Decca Record Company USA, per distribuire nel mercato nordamericano le proprie incisioni. Tuttavia, con lo scoppio della seconda guerra mondiale, la compagnia inglese perse la proprietà dell'etichetta americana e questa cominciò a gestire la propria produzione in completa autonomia. Il maggior successo di tutti i tempi della Decca americana è stato White Christmas, inciso da Bing Crosby una prima volta nel 1940, successivamente nel 1947.
Nel 1946 la casa inglese cominciò ad utilizzare una nuova tecnica di registrazione sonora, denominata full frequency range recording e contraddistinta sulle etichette dei dischi dalla sigla ffrr. Fino alla fine del conflitto mondiale, questa tecnica era stata usata solo a scopi bellici in quanto in grado di riconoscere l'avvicinarsi dei sommergibili individuandone le vibrazioni del motore.
Persa la proprietà della consorella americana, nel 1947 la Decca inglese costituisce la nuova etichetta London Records, con la quale riprende a distribuire le proprie incisioni negli Stati Uniti e in Canada. Allo stesso tempo, la London distribuisce nel Regno Unito registrazioni americane non provenienti dalla Decca USA, ma da etichette indipendenti (Dot, Liberty, Specialty, Sun, United Artists, Chess, Imperial), contribuendo a far conoscere in Europa artisti quali Roy Orbison, Pat Boone, Timi Yuro, Little Richard e Fats Domino.
È rimasto celebre il rifiuto di un funzionario della Decca di mettere sotto contratto nel 1962 gli allora sconosciuti Beatles. Tra i numerosi artisti che incisero per la Decca si ricordano i Rolling Stones, su consiglio dello stesso Harrison, i Ten Years After, gli Who, Camel, Cat Stevens, i Them capitanati da Van Morrison, Georgie Fame, i Bluesbreakers capitanati da John Mayall, gli Small Faces, Tom Jones, i Moody Blues, Julio Iglesias, i Genesis, Engelbert Humperdinck, gli Animals, Kim & The Cadillacs e i Gibson Brothers.